# PO (motorfietsmerk)
PO is een historisch merk van motorfietsen.
De bedrijfsnaam was: Ditta Pagni & Occhialini, Firenze.
PO was een Italiaans merk dat van 1921 tot 1923 verschillende modellen met een 346 cc eencilinder tweetaktblok bouwde.